# Ain’t Nothin’ Goin’ On but the Rent
Ain’t Nothin’ Goin’ On but the Rent ist ein Lied von Gwen Guthrie aus dem Jahr 1986, das von ihr geschrieben und produziert wurde. Es erschien auf dem Album Good to Go Lover.

## Geschichte
Im Text des Liedes stellt die Protagonistin klar, dass ihr Mann viel Geld verdienen und sie versorgen muss. Das Lied enthält Verweise auf drei Lieder: Die Zeile „Ain't nothing goin' on now, but the rent-uh“ taucht auch in James Browns Get on the Good Foot aus dem Jahr 1972. Die Zeile „Nothing from nothing leaves nothing“ stammt von Billy Prestons Nothing from Nothing aus dem Jahr 1974. Die Zeile „You got to have a J-O-B if you want to be-with-me“ ist auf eine Melodielinie gesetzt, die in First Choices Doctor Love aus dem Jahr 1977 vorkommt.
Ain’t Nothin’ Goin’ On but the Rent entspricht der Musikrichtung Post-Disco, die Single wurde am 18. Juli 1986 veröffentlicht und erreichte Platz 1 in Neuseeland im Jahr 1987. Es wurde Guthries einziger Hit, der Titel des Liedes war auch in den späten 1980ern und frühen 1990ern zu einem halbwegs beliebten Spruch unter Frauen. Im Jahr 2005 landete das Lied in Blenders Liste Greatest Songs Since You Were Born auf Platz 339.
Im Jahr 1993 erschien ein Remix des Liedes von Nigel Wright der in Großbritannien auf Platz 42 landete. Alan Jones von Music Week gab dem Remix drei von fünf Punkten in seiner Bewertung. Er schrieb: „A disappointing seven-inch remix by Nigel Wright is stale and one-dimensional, but the original, still sounding fresh, and a radical E-Lustrious remix are more than enough to score a hit.“ (deutsch:Ein enttäuschender 7"-Remix von Nigel Wright, der altbacken und eindimensional ist. Das Original im Vergleich klingt immer noch frisch und der lüsterne Remix braucht mehr, um zum Hit zu werden.) James Hamilton von RM Dance Update Magazin bemerkte: „1986 garage anthem's radical blippily thundering E-Lusirious, breezily soulful Nigel Wright Remixes, ponderously lurching Original.“ (deutsch: Der gefühlvoll lüsterne Nigel Wright-Remix donnert schwungvoller, als das schwerfällige Original von 1986.)
In seinem Stand Up-Comedy-Film Raw aus dem Jahr 1987 zitierte Eddie Murphy das Lied als Spiegelbild des damaligen Eddie Murphy amerikanischer Frauen. Als Alyssa Edwards und Ivy Winters in RuPaul’s Drag Race eine Mutprobe absolvieren mussten, konnte man den Song hören. Ebenso fand es auch in RuPaul’s Secret Celebrity Drag Race seine Verwendung.

## Musikvideo
Die Handlung des Musikvideos ist an den Text angelehnt: Während Gwen Guthrie den Song darbietet, werden Szenen mit arbeitenden Männern eingeblendet. Das Auto, das im Video zu sehen ist, ist ein Mercedes-Benz R 107.

## Coverversionen
- 1989: Sydney Youngblood (Sit and Wait)
- 1991: Utah Saints (What Can You Do for Me)
- 1996: BLACKstreet (No Diggity)
- 1999: Destiny’s Child (Bills, Bills, Bills)
- 1999: Foxy Brown feat. Mýa (JOB)
- 2006: Elephant Man (Willie Bounce)
- 2007: Katherine Ellis feat. 7th Heaven